# هنز اشتومه
اشتومه (1864 – 1936 م) هو مستشرق ألماني.
كان تلميذاً لسوسين Socin. اهتمم اشتومه باللهجات العامية في المغرب. وكان يعرف اللغة البربرية.
رودولف اشتروطمن (بالألمانية: Rudolf Strothmann) (1877 - 1960 م) هو مستشرق ولاهوتي ألماني اهتم خصوصاً بالمذاهب الباطنية في الإسلام.

## وصلات خارجية
1. ↑  بدوي، عبد الرحمن، موسوعة المستشرقين، الطبعة الثالثة، ١٩٩٣، لبنان - بيروت، ص ٣٧.